# ایستگاه قطار شهری شهید باهنر
ایستگاه قطار شهری شهید باهنر یکی از ایستگاه‌های خط ۱ قطار شهری اصفهان است که در میدان ۲۵ آبان و در امتداد بلوار کاوه واقع شده‌است. ایستگاه بعدی در ضلع شمالی ایستگاه شهید چمران و در سمت جنوب ایستگاه شهدا است.